# Straßenbahn Detmold

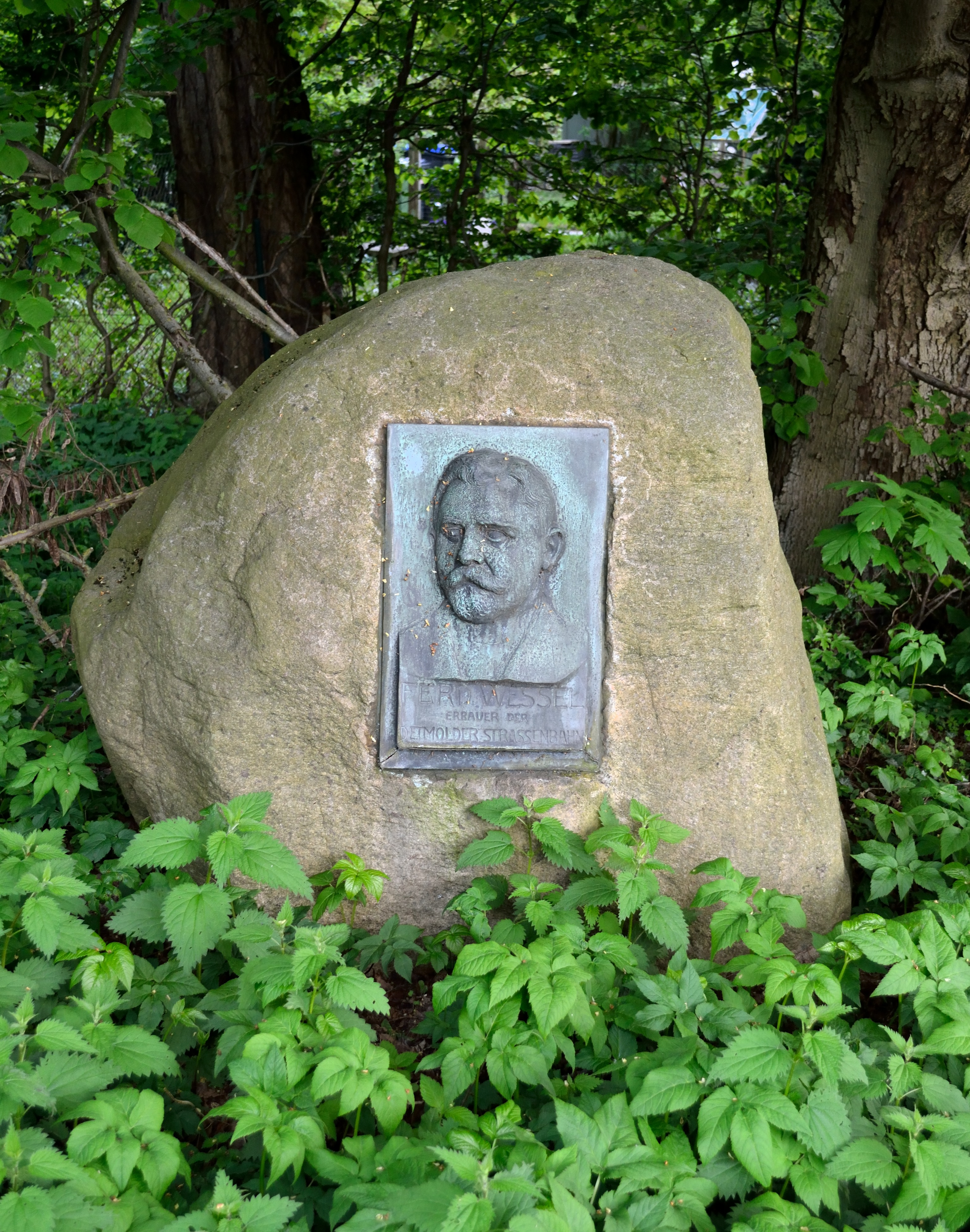
Gedenkstein für Ferdinand Wessel

Die Straßenbahn Detmold ist ein ehemaliger Straßenbahnbetrieb in NRW. Zwischen 1900 und 1954 bediente die Straßenbahn Detmold mehrere Überlandstrecken rund um Detmold, von 1920 bis 1953 war sie Teil des Netzes der Straßenbahn Paderborn.

## Geschichte
Zwischen 1882 und 1897 bewarben sich der Stärkefabrikant Hoffmann aus Bad Salzuflen, der Ingenieur Ferdinand Wessel mit dem Stadtbaumeister Schubert, die Norddeutsche Eisenbahn-Bau- und Betriebsgesellschaft und ein Unternehmen aus Dresden um die Konzession für den Bau einer Straßenbahn in und um Detmold. Den Zuschlag erhielten am 15. Mai 1897 die Unternehmer Wessel und Schubert. 1898 wurde die Kommanditgesellschaft Lippische Elektrizitätswerke gegründet. Aufgrund finanzieller Schwierigkeiten erfolgte am 9. Februar 1900 die Umwandlung in eine AG, kurz LEAG. Das Grundkapital von 600.000 Mark wurde zu einem großen Teil von der AG Elektrizitätswerke, ehemals Kummer & Co., aus Dresden aufgebracht.
Nachdem der Bau schleppend vorangegangen war, wurde die Strecke am 28. Februar 1900 polizeilich abgenommen und trotz zahlreicher kleinerer Mängel am 1. März 1900 feierlich eröffnet. Die Straßenbahn fuhr vom Postamt in Detmold zur Stadtmitte und weiter zur „Centrale“ am südlichen Stadtrand. Dort gabelte sich die Strecke in je eine Linie nach Hiddesen und nach Berlebeck. Am 8. April wurde dann die Strecke vom Postamt zum Bahnhof verlängert. 1900 und 1903 kam es noch zu zwei Verlängerungen in Berlebeck. Die letzte Verlängerung fand am 16. Mai 1912 in Hiddesen statt.
Während des Ersten Weltkrieges kaufte die PESAG alle Aktien der LEAG auf. Die offizielle Übernahme fand am 1. Juli 1922 statt. Bereits am 22. Juli 1920 konnte die PESAG die Linie 2 zwischen dem Hornschen Tor in Detmold und Horn über Remmighausen eröffnen. Die Strecke folgte der jetzigen Bundesstraße 239 bis Schmedissen und dann der Nordstraße bis Horn. In Horn wurde eine Gleisverbindung mit der dort seit 1912 endenden Linie der PESAG über die Externsteine nach Paderborn hergestellt. Nachdem das Netz der LEAG auf die Betriebsspannung von 800 Volt der PESAG umgerüstet war, verkehrten die Straßenbahnen der Linie 2 ab 15. Oktober 1923 durchgehend zwischen Paderborn und Detmold. Für die 36,7 km lange Überlandstraßenbahnstrecke benötigten die Bahnen 109 Minuten. In den Folgejahren baute die PESAG das Detmolder Netz weiter aus. Am 23. Juli 1924 nahm sie die Strecke zwischen Horn und Bad Meinberg in Betrieb. Die Strecke wurde im Zuge von Notstandsarbeiten in den Folgejahren bis Blomberg verlängert, zum 11. September 1926 zunächst bis Blomberg, Molkerei, am 30. November 1926 dann bis Blomberg, Marktr. Am 16. Oktober des gleichen Jahres war bereits die Strecke der Linie 8 über Bielefelder Straße bis Heidenoldendorf eröffnet worden. Die Weiterführung über Birkendamm bis Pivitsheide V. L. ging am 18. Juni 1928 in Betrieb. Damit verkehrten in Detmold folgende Straßenbahnlinien:
| Linie 2      | Detmold, Bahnhof – Horn – Bad Lippspringe – Paderborn       | 36,7 km    | Fahrzeit 109 Minuten     |
| Linie 3      | Detmold, Bahnhof – Hiddesen                                 | 5 km       | Fahrzeit 17 Minuten      |
| Linie 4      | Detmold, Bahnhof – Berlebeck (– Hotel Johannaberg bis 1942) | 6,6 (8) km | Fahrzeit 25 (30) Minuten |
| Linie 5 (2d) | Detmold, Bahnhof – Horn – Bad Meinberg, Kurpark             | 14,2 km    | Fahrzeit 55 Minuten      |
| Linie 7      | Horn – Bad Meinberg – Blomberg                              | 15,6 km    | Fahrzeit 45 Minuten      |
| Linie 8      | Detmold, Bahnhof – Heidenoldendorf – Pivitsheide V. L.      | 6,8 km     | Fahrzeit 21 Minuten      |

Die Linien 2, 4, 6 und 8 im Stadtbereich verkehrten im 30-Minuten-Takt, im Überlandverkehr verkehrten die Linien 1 und 2 im Stundentakt. Die Linie 5 bzw. 2d verkehrte im Stundentakt zwischen Detmold und Horn, zwischen Horn und Bad Meinberg alle 30 Minuten. Nach Blomberg verkehrte die Linie 7 zunächst lediglich alle zwei Stunden. Weitere geplante Streckenneubauten, beispielsweise nach Lemgo, wurden nicht mehr realisiert. Bereits zum 13. Februar 1936 stellte die PESAG die erst zehn Jahre zuvor eröffnete und aufgrund schwacher Nachfrage unwirtschaftliche Strecke zwischen Bad Meinberg und Blomberg wieder ein und ersetzte sie durch einen Busverkehr, nachdem auch eine Verdichtung des Fahrplans auf einen Stundentakt keine wesentlich besseren Betriebsergebnisse erbracht hatte. Die durch die Externsteine verlaufende Reichsstraße 1, entlang der die Strecke nach Paderborn erbaut worden war, musste 1935 verlegt werden, nachdem die Nationalsozialisten die Externsteine zu einer „Völkischen Gedenkstätte“ erklärt hatten. Die Straßenbahn erhielt entlang der östlich der Externsteine verlegten Reichsstraße ebenfalls eine Neubaustrecke, ein Restabschnitt der alten Strecke zwischen Horn und den Externsteinen wurde noch bis 1941 durch einen Pendelwagen bedient.
Nach dem Zweiten Weltkrieg stellte die PESAG das Detmolder Netz zügig auf den Bus um. 1951 wurde der Abschnitt zwischen Horn und Bad Meinberg stillgelegt, 1953 der Abschnitt zwischen Horn und Schlangen, womit das PESAG-Netz wieder in separate Detmolder und Paderborner Straßenbahnnetze geteilt wurde. Die restlichen Detmolder Straßenbahnlinien wurden 1954 auf Busbetrieb umgestellt:
| 24. Mai 1954    | Linie 2 | Detmold – Horn, Markt          |
| 8. August 1954  | Linie 8 | Detmold, Bahnhof – Pivitsheide |
| 15. August 1954 | Linie 3 | Detmold, Bahnhof – Hiddesen    |
| 15. August 1954 | Linie 4 | Detmold, Bahnhof – Berlebeck   |

Ein Teil der Trasse nach Pivitsheide wird heute als Rad- und Wanderweg genutzt.
In Detmold und Umgebung wurde der öffentliche Nahverkehr viele Jahre von Post und Bahn, später allein von der Bahn und ab den 1990er Jahren von der Busverkehr Ostwestfalen GmbH (BVO) betrieben. Seit 1993 gibt es die Stadtverkehr Detmold GmbH, die nun für den innerstädtischen Nahverkehr zuständig ist.